# Julius Georg Luy

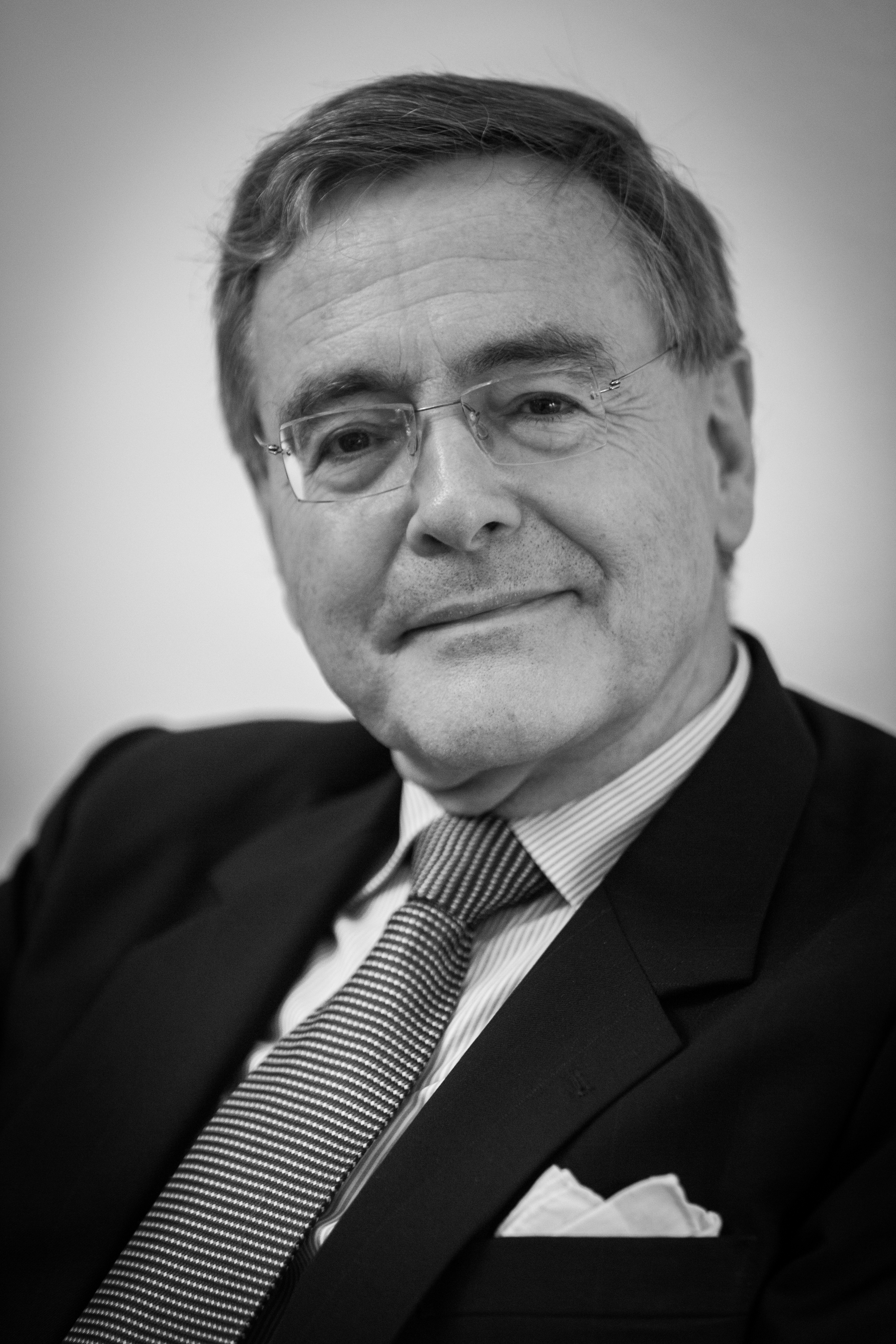
Julius Georg Luy (2015)

Julius Georg Luy (* 20. Juli 1953 in Rheinhausen) ist ein pensionierter deutscher Diplomat.

## Leben
Nach dem Abitur begann Luy 1973 ein Studium der Rechtswissenschaften an der Universität zu Köln und legte 1978 sein Erstes Staatsexamen ab. 1979 wurde er Assistent an der Universität Augsburg und danach an der Universität zu Köln.

## Laufbahn
1981 trat er in den Auswärtigen Dienst ein und wurde nach dem Abschluss des Vorbereitungsdienstes 1983 Mitarbeiter in der Abteilung für Abrüstung und Rüstungskontrolle des Auswärtigen Amtes, ehe er von 1984 bis 1987 Konsul und politischer Referent an der Botschaft in Thailand wurde. Danach war ein Jahr lang Ständiger Vertreter des Botschafters im Libanon und daraufhin von 1988 bis 1989 Pressereferent der Ständigen Vertretung beim Europarat in Straßburg. Danach kehrte er ins Auswärtige Amt zurück und war Mitarbeiter im Deutschland- und Berlin-Referat während der Zwei-plus-Vier-Verhandlungen, ehe er danach zwischen 1990 und 1991 Generalkonsul in Stettin war. Im Anschluss war er zunächst Leiter des Wirtschaftsreferats an der Botschaft in Russland und danach von 1994 bis 1998 Leiter des Arbeitsstabes „Zukunftsperspektiven des Auswärtigen Dienstes“ im Auswärtigen Amt.
1998 erfolgte seine Akkreditierung als Botschafter in Haiti. Daraufhin war er von 2001 bis 2004 Beauftragter für umwelt- und biopolitische Fragen im Auswärtigen Amt sowie im Anschluss Gesandter an der Botschaft in Indien. Von 2008 bis 2011 war Julius Georg Luy deutscher Botschafter in Myanmar und ist dort 2011 von Christian-Ludwig Weber-Lortsch abgelöst werden. Von September 2011 bis 2015 war er deutscher Botschafter beim Europarat in Straßburg und gleichzeitig Leiter des deutschen Generalkonsulates in Straßburg. Von 2015 bis 2019 war er deutscher Botschafter in Ägypten.